# Барановка (Псковский район)
Барановка — деревня в Тямшанской волости Псковского района Псковской области России.
Расположена в 20 км к юго-западу от центра города Пскова и в 11 км к югу от деревни Тямша.
В 1977 году в состав деревни Барановка вошла близлежащая деревня Решетовка.

## Население
| 2001 | 2002 | 2010 |
| ---- | ---- | ---- |
| 13   | ↘8   | ↘2   |